# Good Company
Good Company è un CD a nome della Nat Adderley Quintet, pubblicato dall'etichetta discografica olandese Jazz Challenge Records nel 1994.

## Tracce
1. Rwanda – 10:24 (Nat Adderley)
2. Sermonette – 5:13 (Julian Adderley, Nat Adderley)
3. Cocovado – 7:16 (Antônio Carlos Jobim)
4. Rob's New Tune – 8:12 (Rob Bargad)
5. My Romance – 5:30 (Richard Rodgers, Lorenz Hart)
6. Unit Seven – 6:18 (Sam Jones)
7. You Don't Know What Love Is – 6:52 (Don Raye, Gene De Paul)
8. War Zone – 5:47 (Rob Bargad)

Durata totale: 55:32

## Musicisti
- Nat Adderley - tromba
- Antonio Hart - sassofono alto
- Rob Bargad - pianoforte
- Walter Booker - contrabbasso
- Jimmy Cobb - batteria

Note aggiuntive:
- Hein Van De Geyn - produttore
- Registrato (e mixato) allo Studio 44 di Monster, Olanda il 20 e 21 giugno 1994
- Max Bolleman - ingegnere della registrazione e del mixaggio
- Baseline Music - digital editing[1]